# شبه‌جانوران
زیرفرمانرو شبه‌جانوران(Parazoa) یکی از نیای زیرفرمانروهای جانوران هستند. ترجمه تحت‌الفظی آن: "در کنار حیوانات" است. تنها بازمانده شبه‌جانوران اسفنج‎ های دریایی می‌باشند، که متعلق به شاخه روزن‌داران می‌باشند. شبه‌جانوران نامتقارن‌اند یعنی هیچ تقارنی در شکل ظاهر ندارند؛ در صورتی که تمام جانوران جلوه‌ای از نوعی تقارن‌اند. هم‌اکنون حدود ۵ هزار گونه که ۱۵۰ گونه از آن که وابسته به آب شیرین هستند شناسایی شده‌اند.
لاروهایشان به صورت مدوز بوده، یعنی به صورت یک کلنی بر روی پایه‌های یک هیدروئید به وجود می‌آیند اما پس از بلوغ به صورت پولیپ چسبیده در می‌آیند، که در حقیقت هر پولیپ یک جاندار مستقل بی‌مهره است که در ابعادی بین چند میلی متر تا چند سانتی متر می‌باشد.
این جانوران در حدود ۹۴۰ میلیون سال پیش از هوپس‌زیان جدا شده‌اند. شبه جانوران گروهی هستند که اکنون به عنوان یک تبار مطرح شده‌اند؛ که از زمانی که توصیه شد گاهی معادل روزن‌داران نیز مطرح شد. تنها بازمانده از جانداران دریایی هستند.